# Colias chrysotheme
Colias chrysotheme là một loài bướm ngày nhỏ thuộc họ Pieridae. Nó thích hoa đồng cỏ, rừng thưa thớt và đồng bằng, ở độ cao dưới 2.000 m. Con cái màu trắng trong màu sắc, với một ánh của màu vàng xanh. Nam là màu vàng nhạt trên cánh trên, và các cạnh màu đen hoặc tối màu xám với một vân màu đỏ.

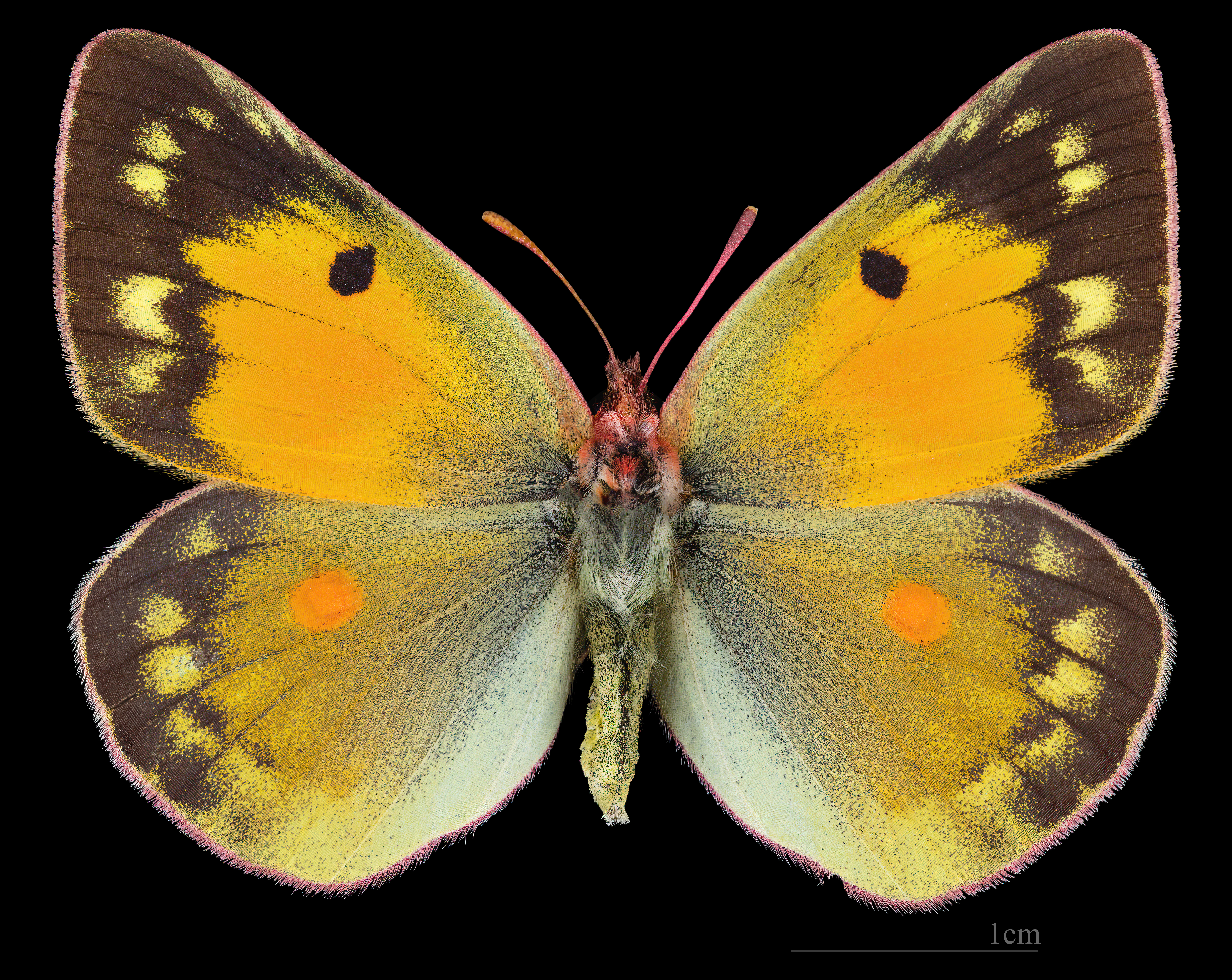
Colias chrysotheme ♀
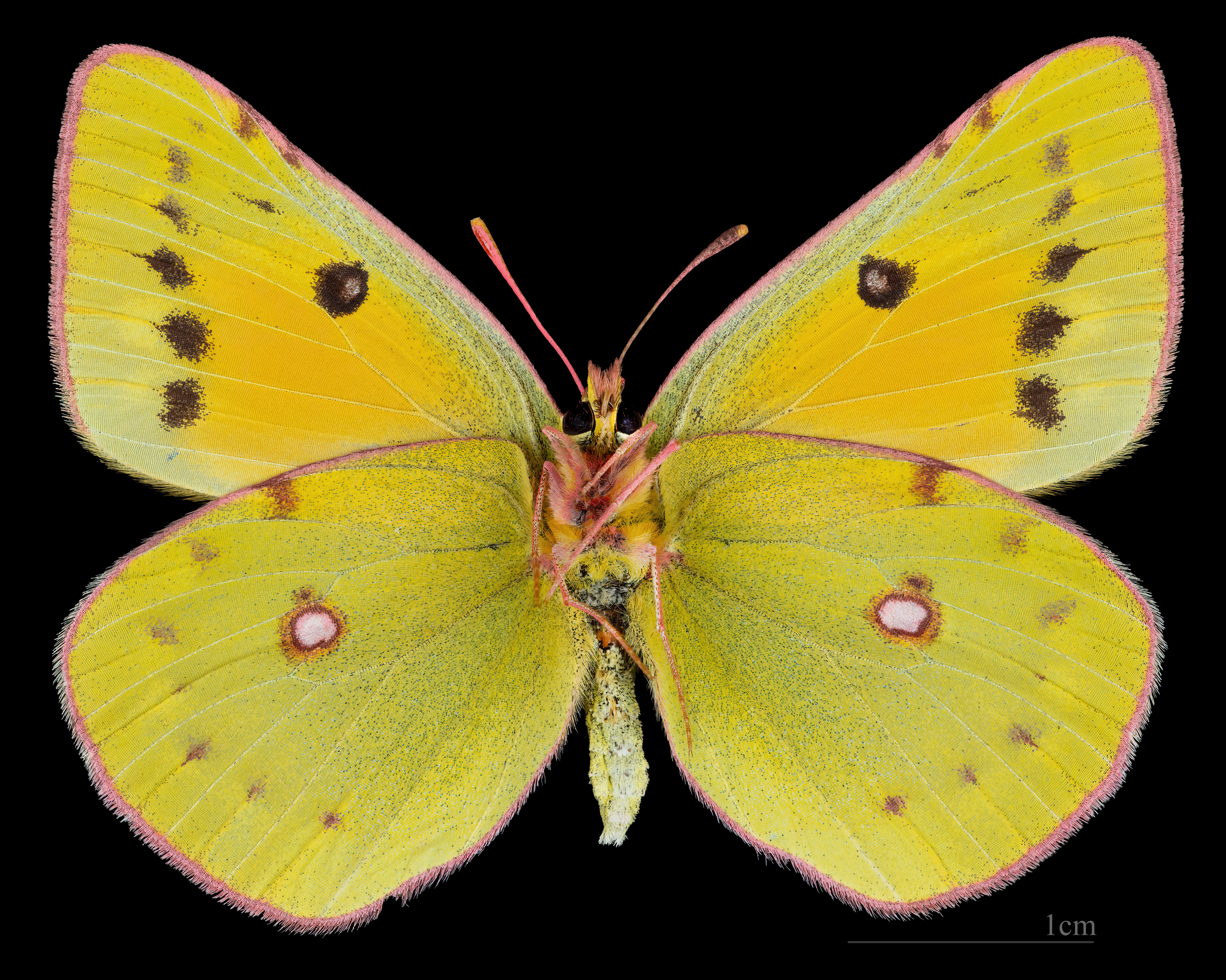
Colias chrysotheme ♀ △

## Phân loài
Các phân loài sau được công nhận:
- Colias chrysotheme chrysotheme (Esper, 1781)
- Colias chrysotheme audre (Hemming, 1833)
- Colias chrysotheme elena (Gorbunov, 1995)

## Hình ảnh

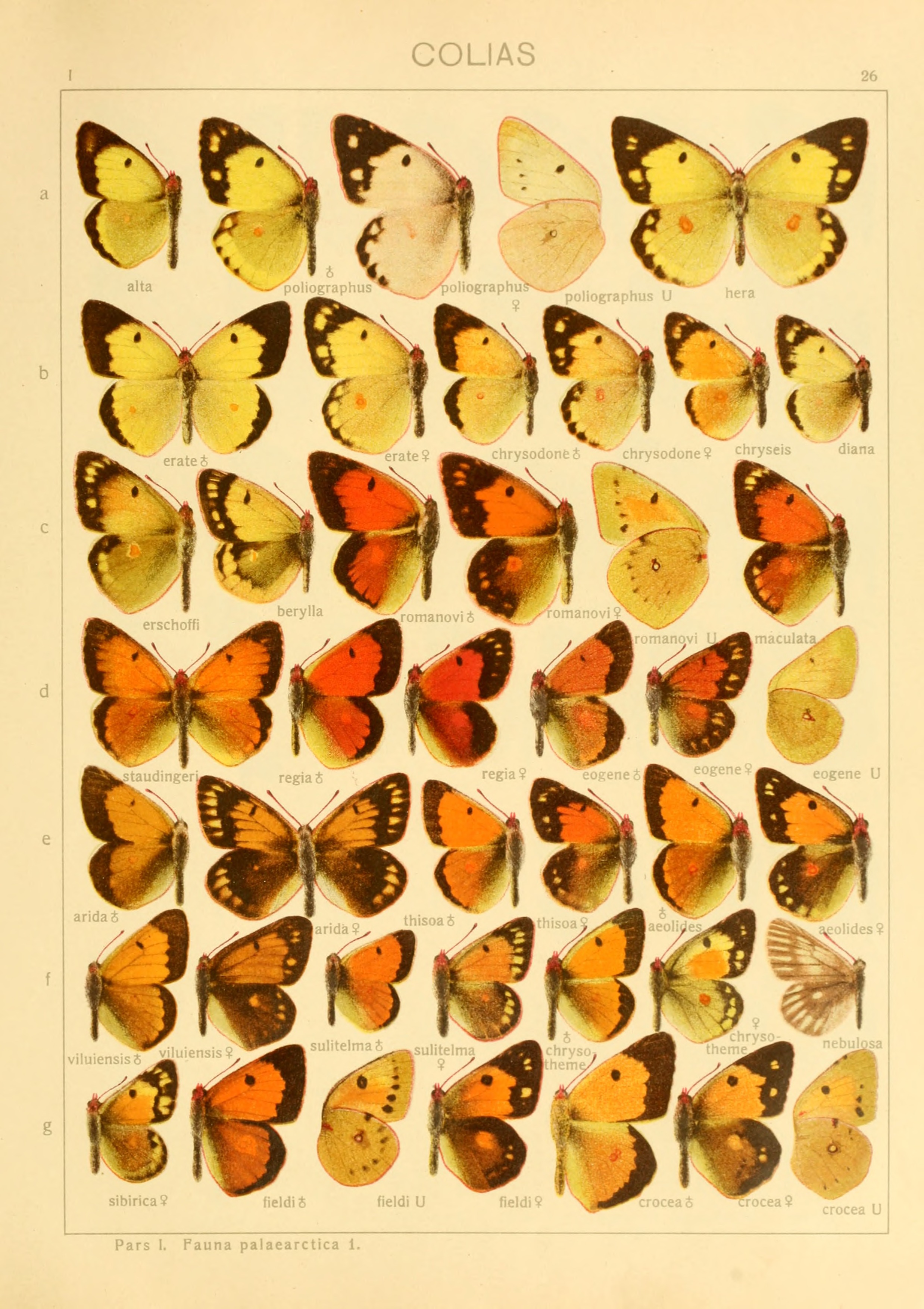